# Copa Intercontinental FIBA 1978
La Copa Intercontinental FIBA de 1978 (conocida también como Copa Intercontinental William Jones) fue la undécima edición de la Copa Intercontinental FIBA, máximo torneo internacional a nivel de clubes de baloncesto en el mundo.
El campeonato se desarrolló en Buenos Aires, Argentina, del 9 al 24 de junio de 1978 y contó con la participación de cinco clubes, provenientes de Europa y América.
El Real Madrid se consagró campeón, al vencer en el último juego al conjunto local Obras Sanitarias por un marcador de 103 - 104, en tiempo suplementario, obteniendo de esta forma su tercer campeonato mundial consecutivo.

## Clasificación
Un total de cinco clubes tomaron parte del certamen. Obras Sanitarias clasificó automáticamente por ser el club local. Por su parte, participaron dos clubes en representación de Europa —que fueron el campeón y subcampeón de la Copa de Europa de baloncesto— y uno por parte de América del Sur, que fue el campeón sudamericano.
Estados Unidos, que contó con una plaza, no envió equipos de la National Basketball Association (NBA), sino que participó el ganador de la División I de la NCAA, liga universitaria de ese país.
| Fecha                                    | Evento de clasificación                    | Plazas | Clasificado(s)     |
| ---------------------------------------- | ------------------------------------------ | ------ | ------------------ |
| Club local                               | Club local                                 | 1      | Obras Sanitarias   |
| 13 de octubre de 1977 6 de abril de 1978 | Copa de Europa de baloncesto 1977-78       | 2      | Real Madrid Varese |
| Se desconocen                            | Campeonato Sudamericano de baloncesto 1978 | 1      | Sírio              |
| Se desconocen                            | División I de la NCAA 1978                 | 1      | Rhode Island Rams  |
| Total                                    | Total                                      | 5      |                    |

## Torneo

### 1º fecha
19 de junio de 1978
| Equipo 1                     | Resultado | Equipo 2                           |
| ---------------------------- | --------- | ---------------------------------- |
| Real Madrid (España)         | 111-108   | Sírio (Brasil)                     |
| Obras Sanitarias (Argentina) | 98-71     | Rhode Island Rams (Estados Unidos) |

### 2º fecha
20 de junio de 1978
| Equipo 1                     | Resultado | Equipo 2                           |
| ---------------------------- | --------- | ---------------------------------- |
| Varese (Italia)              | 90-82     | Rhode Island Rams (Estados Unidos) |
| Obras Sanitarias (Argentina) | 95-90     | Sírio (Brasil)                     |

### 3º fecha
22 de junio de 1978
| Equipo 1                     | Resultado | Equipo 2                           |
| ---------------------------- | --------- | ---------------------------------- |
| Obras Sanitarias (Argentina) | 95-89     | Varese (Italia)                    |
| Real Madrid (España)         | 127-102   | Rhode Island Rams (Estados Unidos) |

### 4º fecha
23 de junio de 1978
| Equipo 1             | Resultado | Equipo 2                           |
| -------------------- | --------- | ---------------------------------- |
| Sírio (Brasil)       | 109-95    | Rhode Island Rams (Estados Unidos) |
| Real Madrid (España) | 137-112   | Varese (Italia)                    |

### 5º fecha
24 de junio de 1978
| Equipo 1                     | Resultado | Equipo 2             |
| ---------------------------- | --------- | -------------------- |
| Sírio (Brasil)               | 112-92    | Varese (Italia)      |
| Obras Sanitarias (Argentina) | 103-104   | Real Madrid (España) |

## Clasificación final
|                   | Equipo            | PJ | Pts | G | P | PF  | PC  |
| ----------------- | ----------------- | -- | --- | - | - | --- | --- |
| Medalla de oro    | Real Madrid       | 4  | 8   | 4 | 0 | 479 | 425 |
| Medalla de plata  | Obras Sanitarias  | 4  | 7   | 3 | 1 | 391 | 354 |
| Medalla de bronce | Sírio             | 4  | 6   | 2 | 2 | 419 | 393 |
| 4.                | Varese            | 4  | 5   | 1 | 3 | 383 | 426 |
| 5.                | Rhode Island Rams | 4  | 4   | 0 | 4 | 350 | 424 |

| Campeón                   |
| ------------------------- |
| Real Madrid Tercer título |